# Imre Mikó

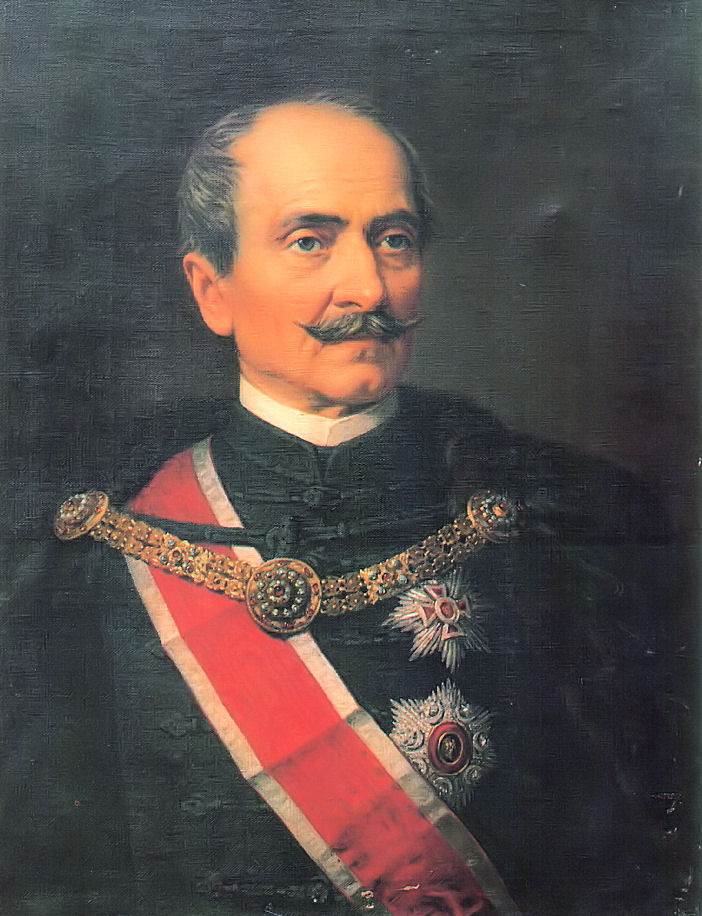
Imre Mikó auf einem Gemälde von Miklós Barabás.

Imre (Emerich) Graf Mikó von Hídvég (* 4. September 1805 in Zabola; † 16. September 1876 in Kolozsvár, Königreich Ungarn) war ein ungarischer Politiker, Minister und Historiker. Er war zwei Mal Gubernator von Siebenbürgen und Mitglied der Ungarischen Akademie der Wissenschaften. Als großer Förderer der Wissenschaften und der Kultur wurde Mikó auch Széchenyi Siebenbürgens genannt.

## Leben
Mikó entstammte einem der ältesten Adelsgeschlechter in Siebenbürgen, welches im Háromszék ansässig war. Er wurde als Sohn von Georg Mikó und Barbara Mikes in Zabola (heute Zăbala, Rumänien) im Szeklerland geboren. Er besuchte in den Jahren 1813 bis 1824 das Bethlen-Kollegium in Nagyenyed (Straßburg am Mieresch) und arbeitete als Rechtspraktikant am königlichen Tafelgericht in Marosvásárhely (Neumarkt am Mieresch). Ab 1826 repräsentierte er die Stadt Kolozsvár (Klausenburg) beim Gubernium und war von 1847 bis 1849 Schatzmeister Siebenbürgens. Im ungarischen Unabhängigkeitskrieg wurde er am 14. November 1848 vom Kaiser zum Gubernator Siebenbürgens ernannt und versuchte während des Aufstandes die Gesetzlichkeit aufrechtzuerhalten, und Zusammenstöße der Ungarn und anderer ethnischer Gruppen in Siebenbürgen zu verhindern. Am 2. Dezember 1848 wurde er beauftragt eine beleidigende Nachricht an den Kaiser zu überbringen, die der siebenbürgische Statthalterrat verfasst hatte. Daraufhin wurde er in Wien unter Hausarrest gestellt, und am 22. Dezember 1848 von seinem Amt entbunden. 
Nach dem Erlass des Oktoberdiploms 1860 wurde Mikó begnadigt und erneut zum Gubernator ernannt. Nachdem der Kaiser aber statt Kolozsvár nun Nagyszeben (Hermannstadt) zum Sitz des Guberniums machte, protestierte Mikó öffentlich dagegen. Weil ihn Alexandru Sterca Șuluțiu deswegen in einem Memorandum an den Kaiser als Aufständischen bezeichnete, trat er am 21. November 1861 von seinem Amt zurück. 1865 wurde er als Abgeordneter für den Wahlkreis Kolozsvár I in den ungarischen Landtag gewählt. Nach dem Österreichisch-Ungarischen Ausgleich 1867 diente er im Kabinett von Gyula Andrássy als Minister für öffentliche Arbeit und Verkehr im Königreich Ungarn. In seiner Amtszeit förderte er den Ausbau der Infrastruktur in Siebenbürgen und die Anbindung der Region durch den Bau von Bahnstrecken. Nach seiner Amtszeit zog er sich 1872 weitgehend aus der Politik zurück und erhielt für seine Verdienste von König Franz Joseph I. den Leopold-Orden. Später wurde er zum Oberstmundschenk ernannt und erhielt dadurch einen Sitz im Magnatenhaus des Reichstags.
Imre Mikó starb am 16. September 1876 in Kolozsvár und wurde auf dem dortigen Friedhof Házsongárd beerdigt.

## Rezeption

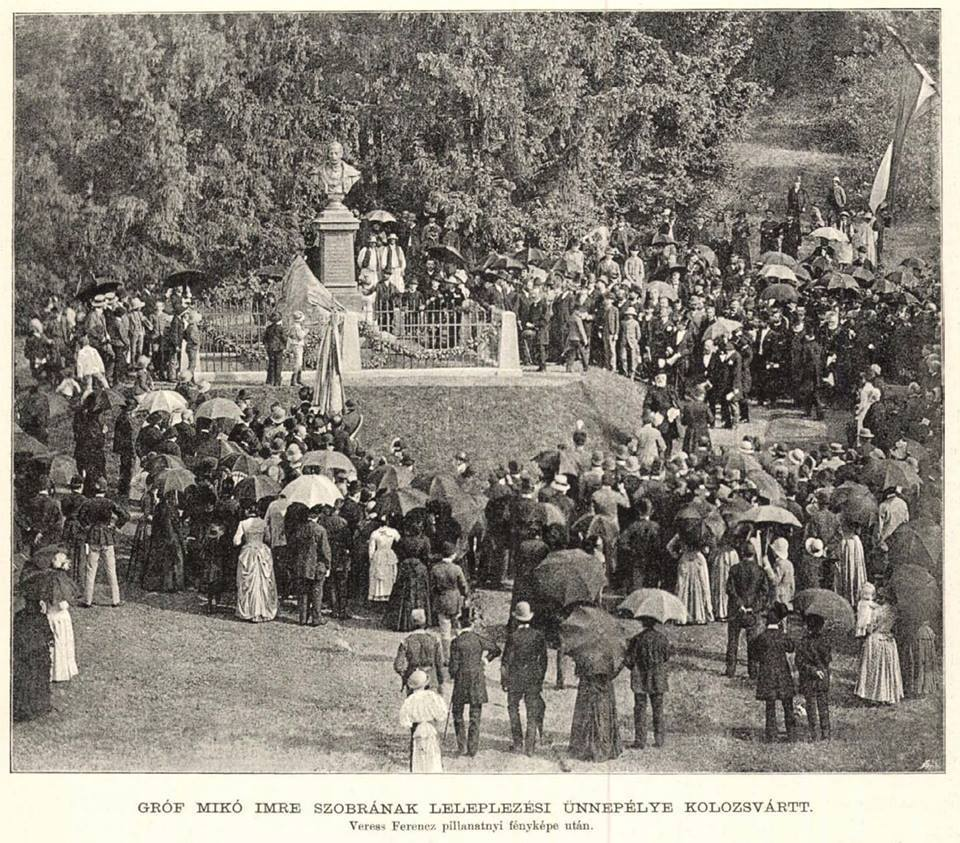
Einweihung der Imre Mikó Statue in Kolozsvár

Mikó spendete im Laufe seines Lebens einen Großteil seines Vermögens. Ihm gelang es so das Theater in Kolozsvár (heute Cluj-Napoca) vor dem Bankrott zu bewahren. Des Weiteren unterstützte er zahlreiche Schulen finanziell, und widmete sein prächtiges Sommerpalais mit Garten zum Zwecke eines Museums, dem er in seinem Testament weitere 60.000 Forint vermachte. Zudem war er Mitgründer der Klausenburg-Kronstädter Bahn und des Vorgängers der Ungarischen Staatsbahnen.